# كايل أندرسون
كايل أندرسون (بالإنجليزية: Kyle Anderson)‏ مواليد 20 سبتمبر 1993، هو لاعب كرة سلة أمريكي يلعب مع فريق سان أنطونيو سبرز في الرابطة الوطنية لكرة السلة ويحمل الرقم 1. يبلغ طوله 6 قدم 9 بوصة (2.1 م).

## فرق لعب لها
- سان أنطونيو سبرز

## روابط خارجية
- كايل أندرسون على موقع إن بي أي (الإنجليزية)
- كايل أندرسون على موقع سبورتس رفرنس (الإنجليزية)
- كايل أندرسون على موقع كرة السلة الأوروبية.كوم (الإنجليزية)
- كايل أندرسون على موقع DraftExpress.com (الإنجليزية)
- كايل أندرسون على موقع إي إس بي إن.كوم (الإنجليزية)
- كايل أندرسون على موقع كلية كرة السلة في سبورتس رفرنس.كوم (الإنجليزية)
- كايل أندرسون على موقع ريلجم (الإنجليزية)
- كايل أندرسون على موقع بروبوليرز (الإنجليزية)
- كايل أندرسون على موقع سبورتس رفرنس (الإنجليزية)
- كايل أندرسون على موقع سبورتس رفرنس (الإنجليزية)